# Mystacinidae
Los mistacínidos (Mystacinidae) son una familia de murciélagos del suborden Microchiroptera que posee un solo género, Mystacina con dos especies, una de las cuales podría estar extinta. Se trata de animales de tamaño mediano (unos 6 cm) y un pelaje grisáceo que habitan Nueva Zelanda.
Se han encontrado fósiles del género Icarops en Australia que datan del Mioceno Inferior.